# Verein zur Abwehr des Antisemitismus

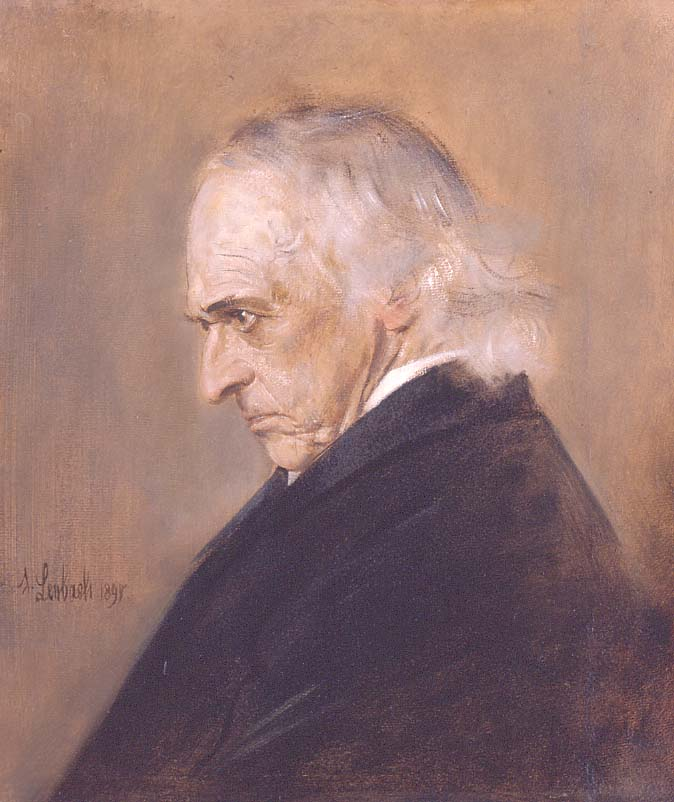
Theodor Mommsen, einer der führenden Gegner des Antisemitismus, Gemälde von Franz von Lenbach 1897

Der Verein zur Abwehr des Antisemitismus („Abwehrverein“) wurde von liberal und humanistisch gesinnten Bürgern 1890 im Deutschen Kaiserreich gegründet, um dem wachsenden Antisemitismus öffentlich entgegenzutreten. Der Verein wurde 1933 aufgelöst.

## Die Zunahme des politischen Antisemitismus
Seit den 1880er Jahren hatten antisemitische politische Gruppierungen im Deutschen Reich zunehmenden Zulauf erhalten. Das Programm dieser Antisemiten sah die „Zurückdrängung des jüdischen Einflusses“ und den Entzug der bürgerlichen Gleichberechtigung der Juden vor. Führende Vertreter des Antisemitismus waren der Hof- und Domprediger Adolf Stoecker, der Führer der antisemitischen Berliner Bewegung, und der Historiker Heinrich von Treitschke, der mit seinen antisemitischen Äußerungen 1879 den „Berliner Antisemitismusstreit“ auslöste. Eine 1881 an den Reichskanzler Bismarck gerichtete „Antisemitenpetition“ hatte die Wiederrücknahme der bürgerlichen Gleichberechtigung der Juden verlangt.
Bei den ersten Reichstagswahlen nach der Reichsgründung gab es keinen parteipolitisch organisierten Antisemitismus im Deutschen Reichstag. Das änderte sich ab den Reichstagswahlen 1887 und 1890. Erstmals konnten hier Kandidaten, die sich selbst primär als „Antisemiten“ bezeichneten, Mandate erringen.
Neben diesem öffentlichen politischen Antisemitismus gab es noch eine Fülle von zum Teil althergebrachten antijüdischen Vorurteilen und Stereotypen in weiten Bevölkerungskreisen, bis weit in das politisch linke Spektrum hinein.

## Vereinsgründung, Publikationsorgan und Mitglieder
Um dem Antisemitismus entgegenzutreten, wurde aus dem liberalen Bürgertum heraus am 14. Dezember 1890 der „Verein zur Abwehr des Antisemitismus“ gegründet.

„In den letzten Tagen hat sich [in Berlin] ein Verein zur Abwehr des Antisemitismus gebildet, dessen Anmeldung bei der Polizeibehörde auf Grund des Vereinsgesetzes bereits erfolgt ist. Mit der provisorischen Führung der Geschäfte sind die Herren Professor Rudolf v. Gneist, Abgeordneter Rickert und Ludwig Loewe betraut. Es wird beabsichtigt, zunächst eine breitere Basis für die Bestrebungen des Vereins zu schaffen und alsdann durch Schrift und Wort in größerem Umfange die Agitationen der antisemitischen Parteien abzuwehren. Auch wird es die Aufgabe des Vereins sein, Einrichtungen, insbesondere in den ländlichen Bezirken, zu fördern, welche geeignet sind, der antisemitischen Bewegung den Boden zu entziehen. Angesichts der wachsenden Agitationen der Antisemiten und der massenhaften Verbreitung antisemitischer Schriften, besonders in den ländlichen Bezirken einzelner Theile Deutschlands, neuerdings auch in Hannover, erachten es die Gründer dieses Vereins für nothwendig, baldigst an eine Abwehr heranzugehen. Die Einladungen zum Beitritt zu diesem Verein werden in ganz Deutschland verbreitet.“

Im Verein traten Christen und Juden gegen die antisemitische Propaganda auf. Die Hauptakteure waren anfangs der Pfarrer Friedrich Otto Gräbner, der Archivar Georg Winter, der jüdische Unternehmer Charles Hallgarten und der stellvertretende Vorsitzende Wilhelm Foerster.
Zu den 14.000 – 20.000 Mitgliedern gehörten der Historiker Theodor Mommsen, der Jurist Rudolf von Gneist (der erste Vorsitzende des Vereins), der Politiker und Publizist Theodor Barth, der Dichter und Publizist Ludwig Jacobowski, der linksliberale Politiker Heinrich Rickert, der Industrielle Robert Bosch, später der Schriftsteller Heinrich Mann sowie die liberalen, sozialdemokratischen bzw. Zentrums-Politiker Heinrich Krone, Hugo Preuß und Otto Landsberg. Eine maßgebliche Ortsgruppe war die in Marburg, geleitet von Edmund Stengel. Westfälische Mitglieder waren u. a. der Industrielle Louis Baare aus Bochum, der Historiker Georg Kaufmann aus Münster und der Politiker Carl Schmelzer aus Hamm.

Publikationsorgan des Vereins waren von 1891 bis 1924 die „Mitteilungen aus dem Verein zur Abwehr des Antisemitismus“ und von 1925 bis 1933 die „Abwehrblätter“, die wöchentlich herausgegeben wurden. In der ersten Probenummer der Mittheilungen vom 1. Oktober 1891 hieß es:
„Das Programm der deutschsozialen (antisemitischen) Partei, welches in diesen Tagen wieder durch ihre Organe im ganzen Lande verbreitet wird, enthält offen die Forderung, daß die verfassungsmäßige Gleichberechtigung der Juden aufgehoben und unsere jüdischen Mitbürger unter ein besonderes Fremdenrecht gestellt werden sollen. Für die Beseitigung dieser Bestimmungen, welche ein Resultat hundertjähriger Kulturarbeit und der mühsamen Entwicklung unseres öffentlichen Lebens in Deutschland sind, setzen die Antisemiten ihre ganze agitatorische Kraft ein. Wir aber wollen dafür sorgen, daß der kulturfeindliche Plan von vornherein zurückgewiesen werde. Das ist die Pflicht aller auf dem Boden unserer Verfassung und unserer Rechtszustände stehenden Männer und Parteien.“
Weiter hieß es:
„Mit den Waffen der Wahrheit und Thatsachen wollen wir unsere Gegner bekämpfen und ihren, nach unserer festen Überzeugung für das Vaterland verderblichen Bestrebungen entgegentreten. Nicht darauf kommt es an, die Gegner persönlich anzugreifen, sondern die innere Unwahrheit ihrer Bestrebungen und die Gefahr ihrer hetzerischen Agitationen darzuthun.“
In seinen Publikationen berichtete der Verein über antisemitische Vorfälle, so z. B. auch zur Konitzer Mordaffäre, bei der die mittelalterliche Ritualmordlegende wieder neu belebt wurde, und versuchte, die Behauptungen der Antisemiten argumentativ als haltlos und hetzerisch zu entlarven. Allerdings musste der Mitinitiator des Vereins Theodor Mommsen schon 1894 resigniert feststellen, dass den Antisemiten mit Vernunftargumenten nicht beizukommen war:
„Sie täuschen sich, wenn Sie glauben, daß man da überhaupt mit Vernunft etwas machen kann. Ich habe das früher auch gemeint und immer wieder gegen die ungeheure Schmach protestiert, welche Antisemitismus heißt. Aber es nutzt nichts. Es ist alles umsonst. Was ich Ihnen sagen könnte, was man überhaupt in dieser Sache sagen kann, das sind doch immer nur Gründe, logische und sittliche Argumente. Darauf hört doch kein Antisemit. Die hören nur auf den eigenen Haß und den eigenen Neid, auf die schändlichen Instinkte. Alles andere ist ihnen gleich.“
Zu den Autoren der Mitteilungen gehörte unter anderen Rudolf Steiner.
Politisch war der Verein im Kaiserreich der linksliberalen Fortschrittlichen Volkspartei und später in der Weimarer Republik der Deutschen Demokratischen Partei, die deswegen den politischen Rechten auch als „Judenpartei“ galt, verbunden.
Bei Ausbruch des Ersten Weltkriegs stellte der Verein angesichts des von Kaiser Wilhelm II. proklamierten „Burgfriedens“ zunächst seine Aktivitäten ein. Er musste jedoch erleben, dass die antisemitische Agitation nicht geringer wurde und immer wieder Vorwürfe gegen angebliche jüdische Kriegsgewinnler und Drückeberger laut wurden. Auf Druck der Antisemiten und unter Protesten des Abwehrvereins führte das preußische Kriegsministerium mitten im Krieg eine „Judenzählung“ unter den Frontsoldaten durch, um „die Behauptung der Antisemiten zu prüfen, dass Juden an der Front unterrepräsentiert seien“. Die Ergebnisse dieser statistischen Erhebung wurden zunächst nicht veröffentlicht, was weiteren antisemitischen Vorurteilen Vorschub leistete. 1922 wies der jüdische Statistiker und Demograph Franz Oppenheimer nach, dass die deutschen Juden mit mehr als 100.000 aktiven Kriegsteilnehmern und 12.000 Toten an der Front durchaus einen Beitrag geleistet hatten, der ihrem demografischen und prozentualen Bevölkerungsanteil entsprach.
1928 entstand eine Heilbronner Ortsgruppe, der Verein zur Abwehr des Antisemitismus Heilbronn.
Der Verein löste sich im Juli 1933 auf.

## Die Abwehrblätter
- Die Abwehrblätter: aus der Digitalen Bibliothek - Münchener Digitalisierungszentrum (MDZ): 1891–1924: „Mitteilungen aus dem Verein zur Abwehr des Antisemitismus“. 1925–1933: „Abwehrblätter“.

## Der österreichische Verein zur Abwehr des Antisemitismus
1891 gründete Arthur Gundaccar von Suttner einen gleichnamigen österreichischen Verein. Eine seiner führenden Persönlichkeiten war Marie von Ebner-Eschenbach. Zu den bekanntesten Mitgliedern des österreichischen Vereins zählten außerdem die beiden Gründungsmitglieder des Oesterreichischen Alpenvereins Eduard Suess und Guido von Sommaruga.

## Neugründung
Ein Verein mit dem Namen „konsequent e. V. – Verein zur Abwehr des Antisemitismus“ wurde am 29. Januar 2020 in Stuttgart gegründet, um an die alte Tradition anzuknüpfen. Die Vereinsgründung hat in den Empfangsräumen der Landtagspräsidentin stattgefunden. Teilgenommen haben unter anderem die Fraktionschefs Andreas Schwarz (Grüne), Wolfgang Reinhart (CDU), Andreas Stoch (SPD) und Hans-Ulrich Rülke (FDP) sowie die Landtagspräsidentin Muhterem Aras, der Antisemitismus-Beauftragte des Landes Baden-Württemberg, Michael Blume, sowie der Heilbronner Oberbürgermeister Harry Mergel. Übergriffe auf Juden im Land, der Mord an Walter Lübcke, das Attentat von Halle, zunehmender Rechtsextremismus und die Verrohung der Sprache: „Aus der Mitte der Gesellschaft muss dagegen gehalten werden. Jede antisemitische Äußerung oder Tat ist ein Angriff auf unsere Demokratie. Wir müssen sagen: Es reicht!“, sagte der Initiator Guido Rebstock.